# Cap Chidley
El cap Chidley és un cap situat a la riba oriental de l'illa Killiniq, Canadà, a l'extrem nord-est de la península del Labrador. Es troba al límit interprovincial entre la província de Terranova i Labrador i Nunavut.
Les muntanyes Torngat recorren la costa del Labrador i acaben a l'illa Killiniq. La part superior del monticle que forma el cap Chidley té una elevació de 350 metres. Les illes del Cap Chidley es troben a l'extrem nord del cap.
Fou nomenat per l'explorador anglès John Davis l'1 d'agost de 1587 en record al seu amic i company explorador John Chidley.